# Colin McRae Rally (gra komputerowa)
Colin McRae Rally – komputerowa gra wyścigowa wyprodukowana i wydana przez Codemasters 18 grudnia 1998 roku. Jest to pierwsza część serii rajdowych gier wyścigowych reklamowana przez szkockiego kierowcę Colina McRae. W polskiej wersji językowej pilotowi rajdowemu w grze głosu użyczył Jacek Rathe.

## Rozgrywka
W Colin McRae Rally można pokierować 12 samochodami podzielonymi na trzy kategorie. Dostępna jest opcja treningu umożliwiająca ćwiczenie jazdy samochodami rajdowymi, a także tryb mistrzostw, w którym można wygrać w zawodach WRC (8 rajdów po 6 odcinków, m.in. Nowa Zelandia, Grecja, Australia, Szwecja czy też Wielka Brytania) tryb rajdu pozwalający na rozgrywanie pojedynczych rajdów. Dodatkowym trybem są próby czasowe na których gracz bije rekordy poszczególnych odcinków.
Wypadki na trasie prowadzą do uszkodzenia pojazdu zarówno wizualnie jak i mają wpływ na dalszą jazdę. Przykładowo zniszczone światła utrudniają jazdę w trakcie nocnych odcinków. Gracz ma do dyspozycji możliwość naprawiania poszczególnych części samochodu w alei serwisowej po zakończeniu danego odcinka. Gra zawiera tryb wieloosobowy w formie podzielonego ekranu.